# 2017 a tudományban
2017 a tudományban és a technológiában.

## Csillagászat és űrkutatás
- A 2016-ban igazolt gravitációs hullámokból 2017-ben továbbiakat észleltek első ízben európai detektorral is.[1]

## Orvostudomány
- Úgynevezett CRISPR génszerkesztő eljárással először módosították úgy emberi embrió DNS-ét, hogy kiiktattak belőle egy betegséget okozó részt.[2]

## Paleontológia
- Tom Harvey a Leicester-i és Nicholas Butterfield a Cambridge egyetem kutatói mikrofosszíliák tanulmányozásakor egy, a loriciferák törzsébe tartozó új fajra bukkant. A loriciferákról eddig úgy tudták, hogy nem fosszilizálódnak.[3]

## Számítástechnika
- DNS-alapú adattárolás, illetve DNS-re épülő számítógép lehetőségeit vizsgálják a Manchesteri Egyetem kutatói.[4]

## Díjak
- Nobel-díjak
  - Fizikai Nobel-díj: Kip Thorne, Barry Barish (USA), Rainer Weiss (Németország) LIGO/Virgo együttműködés vezetői a gravitációs hullámok kutatásában nyújtott munkájukért[5]
  - Kémiai Nobel-díj: Jacques Dubochet, Joachim Frank és Richard Henderson a biomolekuláris kutatásokban, a biomolekuláris struktúrák nagyfelbontású vizsgálata során alkalmazott módszer kidolgozásáért[6]
  - Fiziológiai és orvostudományi Nobel-díj: Jeffrey C. Hall, Michael Rosbash,Michael W. Young A cirkadián ritmust szabályozó molekuláris mechanizmus felfedezéséért[7]
  - Közgazdasági Nobel-emlékdíj: Richard H. Thaler a viselkedési közgazdaságtanhoz való hozzájárulásáért.
- Matematikai Wolf-díj: Robert Langlands kanadai matematikus

## Halálozások
- január 3. – Jevdokija Ivanovna Rombangyejeva nyelvész, néprajzkutató (* 1928)
- január 9. – Zygmunt Bauman szociológus, filozófus(* 1925)
- január 10. – Oliver Smithies Nobel-díjas genetikus (* 1925)
- január 13. – Alekszandr Jefimovics Sejndlin fizikus, villamosmérnök, MTA-tag (* 1916)
- január 13. – Walter Benz matematikus (* 1931)
- január 27. – Arthur H. Rosenfeld amerikai fizikus (* 1926)
- február 5. – Raymond Smullyan amerikai matematikus, teológus, logikatudós (* 1919)
- február 8. – Peter Mansfield Nobel-díjas angol fizikus (* 1933)
- március 21. – Kenneth Arrow Nobel-emlékdíjas amerikai közgazdász (* 1921)
- március 7. – Hans Georg Dehmelt Nobel-díjas németországi születésű amerikai fizikus (* 1922)
- március 8. – Oláh György Széchenyi-nagydíjas és Nobel-díjas magyar származású amerikai kémikus (* 1927)
- március 29. – Alekszej Alekszejevics Abrikoszov fizikai Nobel-díjas orosz elméleti fizikus (* 1928)
- szeptember 5. – Nicolaas Bloembergen Nobel-díjas holland-amerikai fizikus (* 1920)
- december 4. (k. n.) George Feher(wd) Kémiai Wolf-díjas csehszlovák származású amerikai biofizikus